# Фрага (Ивано-Франковская область)
Фрага (укр. Фрага) — село в Рогатинской городской общине Ивано-Франковского района Ивано-Франковской области Украины.
Население по переписи 2001 года составляло 651 человек. Занимает площадь 7,1 км². Почтовый индекс — 77011. Телефонный код — 03435.

## История
В 1946 году указом ПВС УССР село Фрага переименовано в Ягодовку.
В 1993 году селу возвращено историческое название.

## Достопримечательности
В селе находится деревянная церковь Перенесения мощей Святого Николая 1933 года постройки.